# Kovács Péter (tornász)
Kovács Péter (Heves, 1959. szeptember 28. – 2024. június 22.) olimpiai bronzérmes magyar tornász, edző. Róla nevezték el a nyújtógyakorlat egyik speciális elemét, a Kovács-szaltót.

## Pályafutása
Az 1980-as moszkvai olimpián a férficsapat tagjaként összetettben bronzérmet szerzett. Egy évvel később sérülést követően befejezte sportolói pályafutását, majd gyerekeket kezdett el edzeni a Dunaújvárosi Kohásznál, valamint dolgozott Sopronban is.

Kovács-szaltó
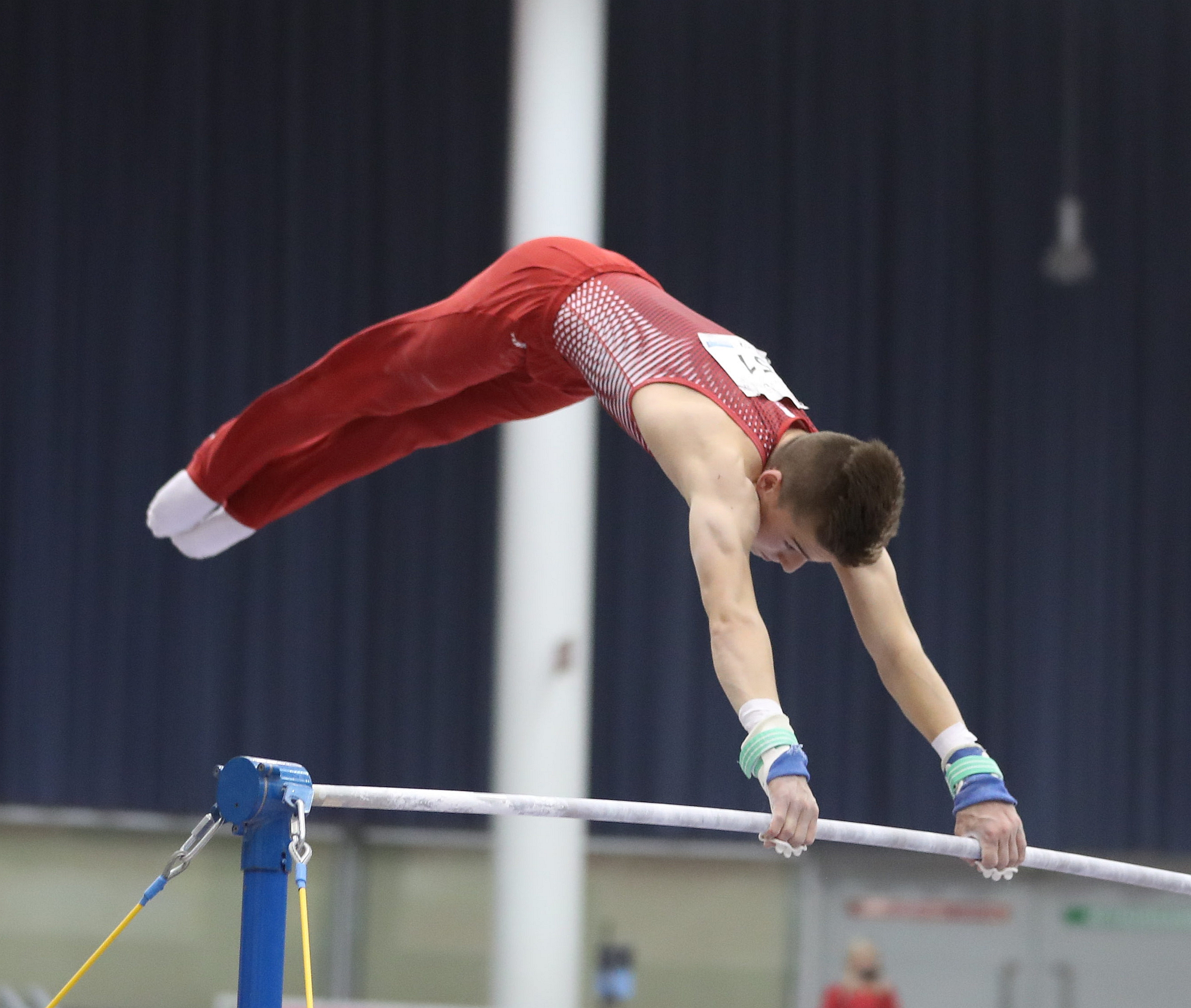
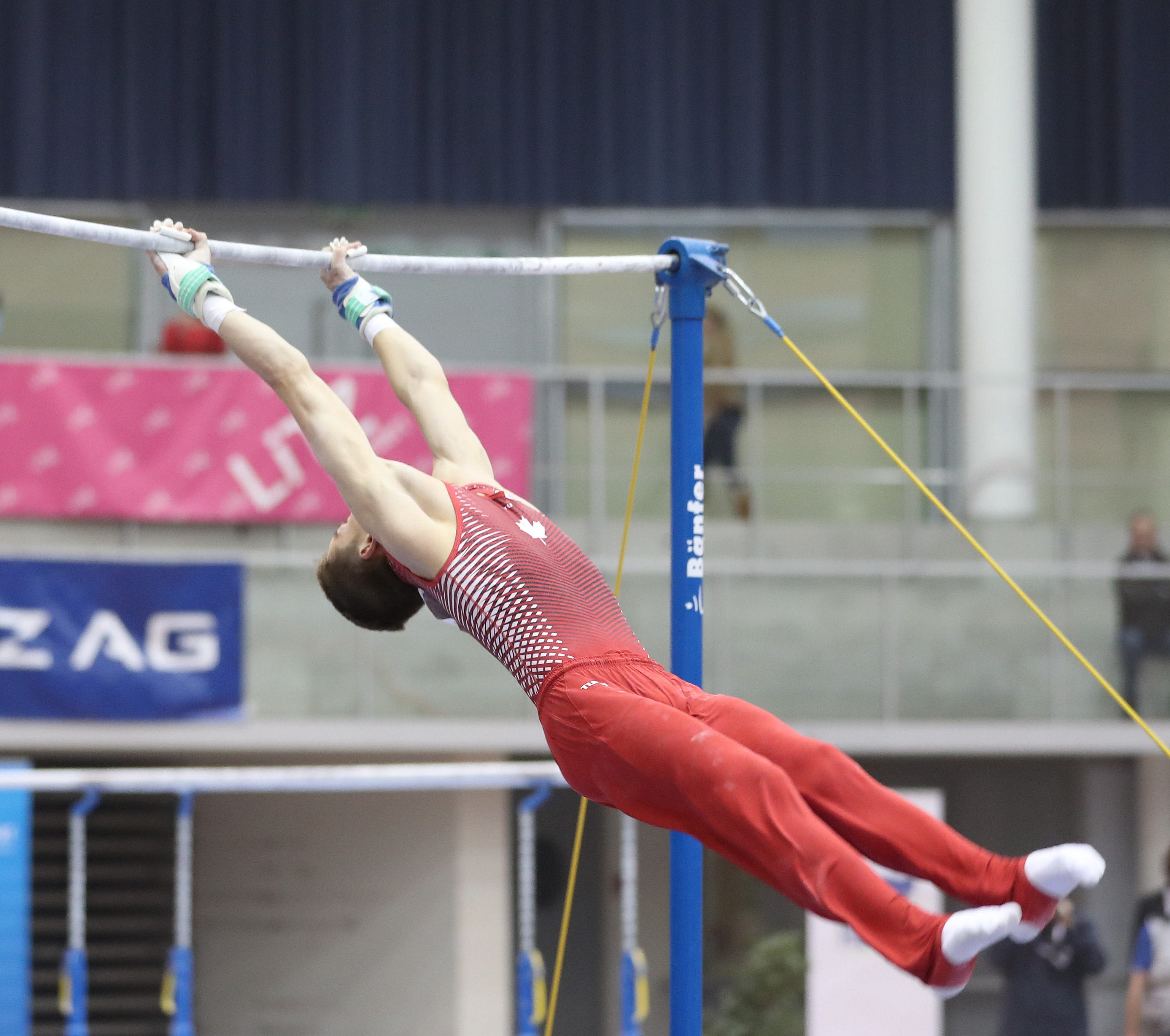
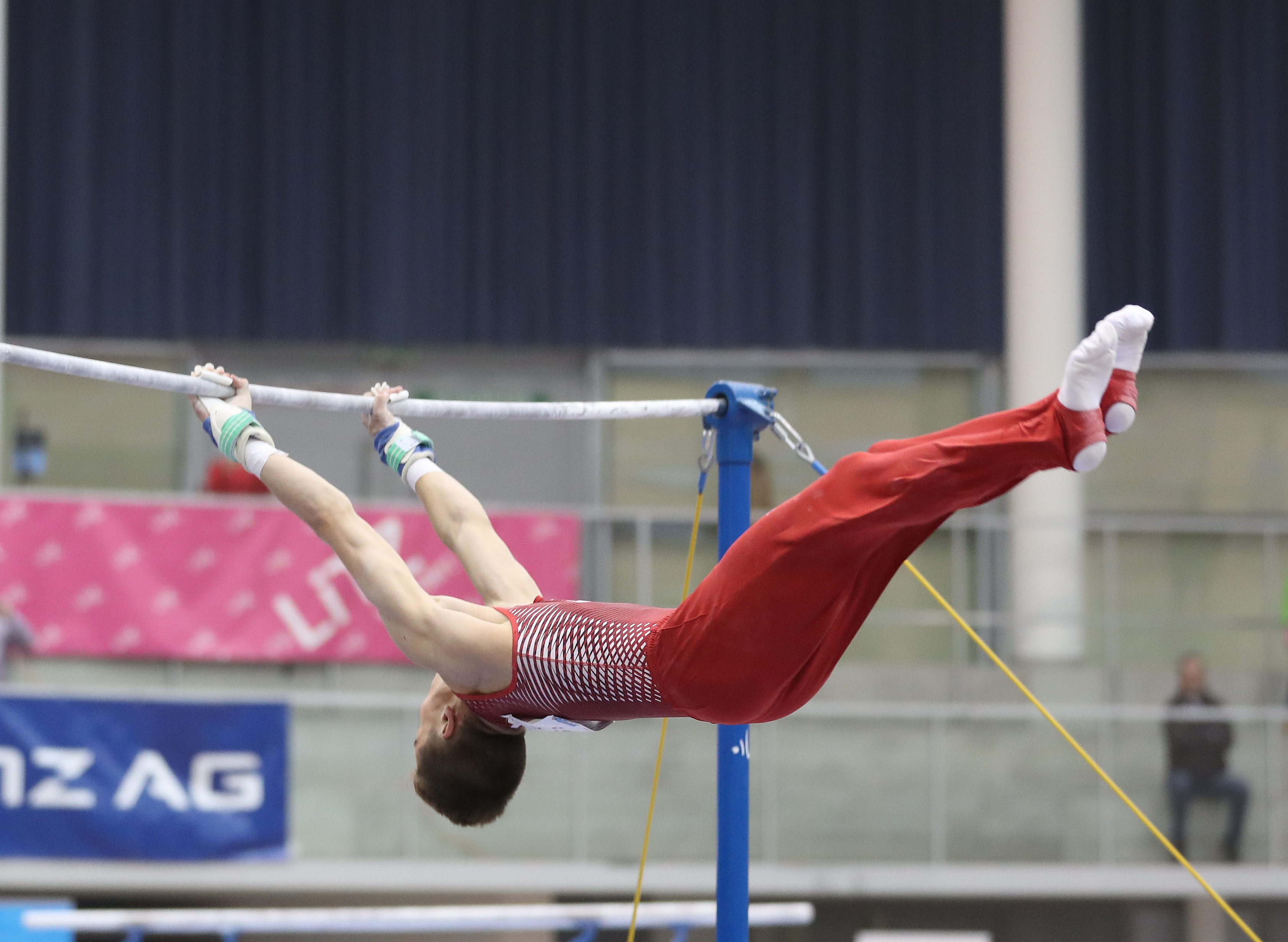
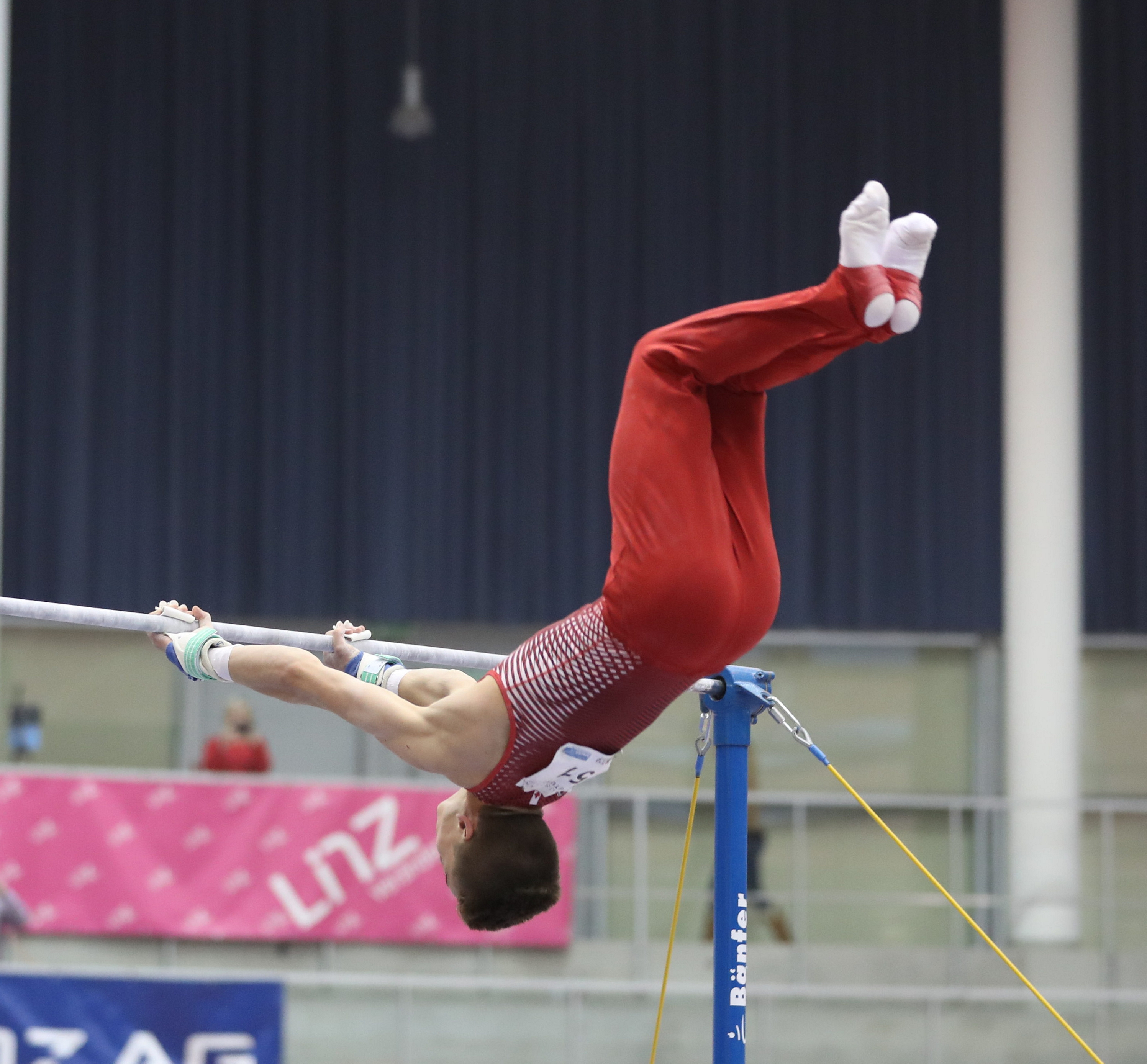
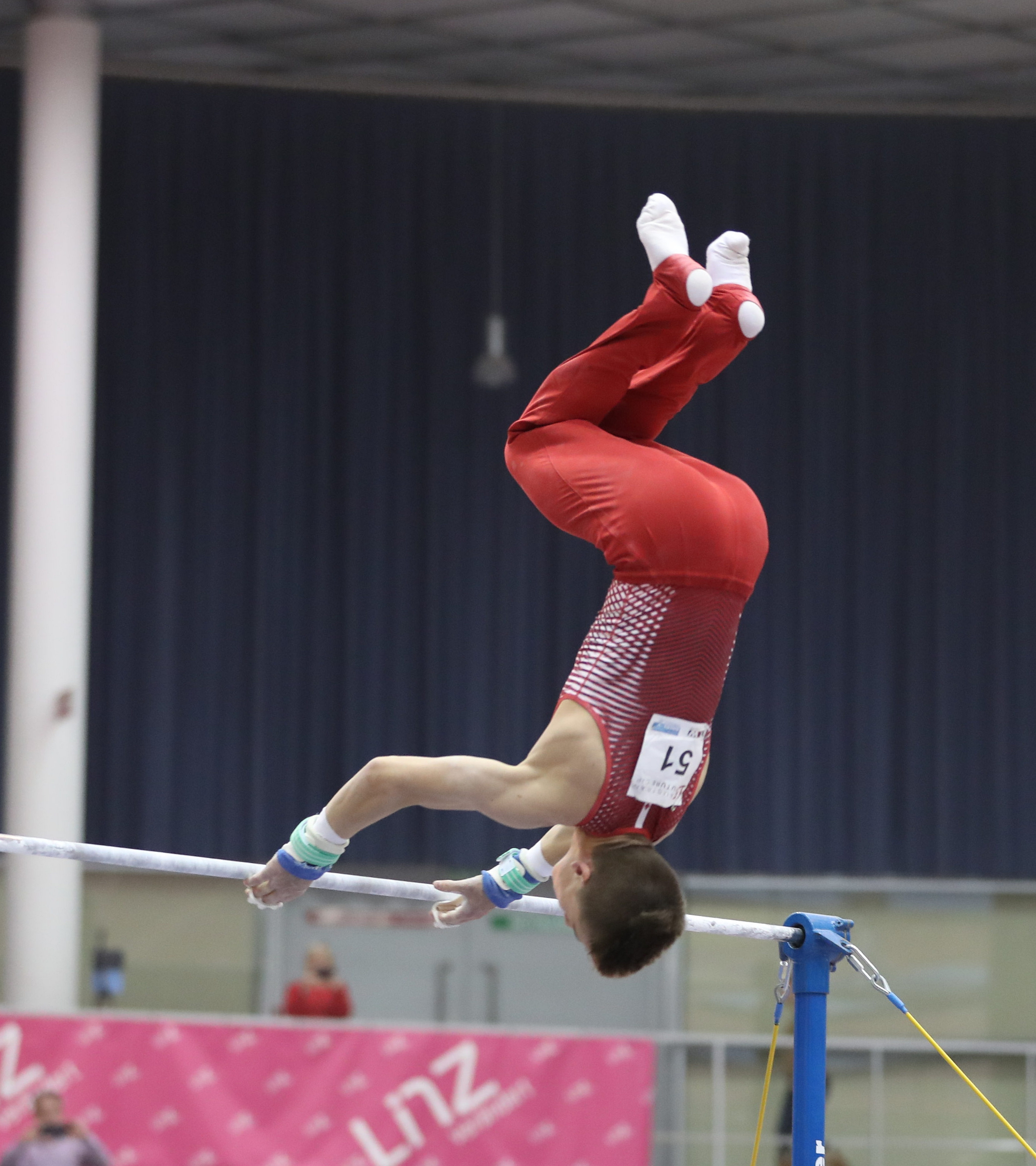
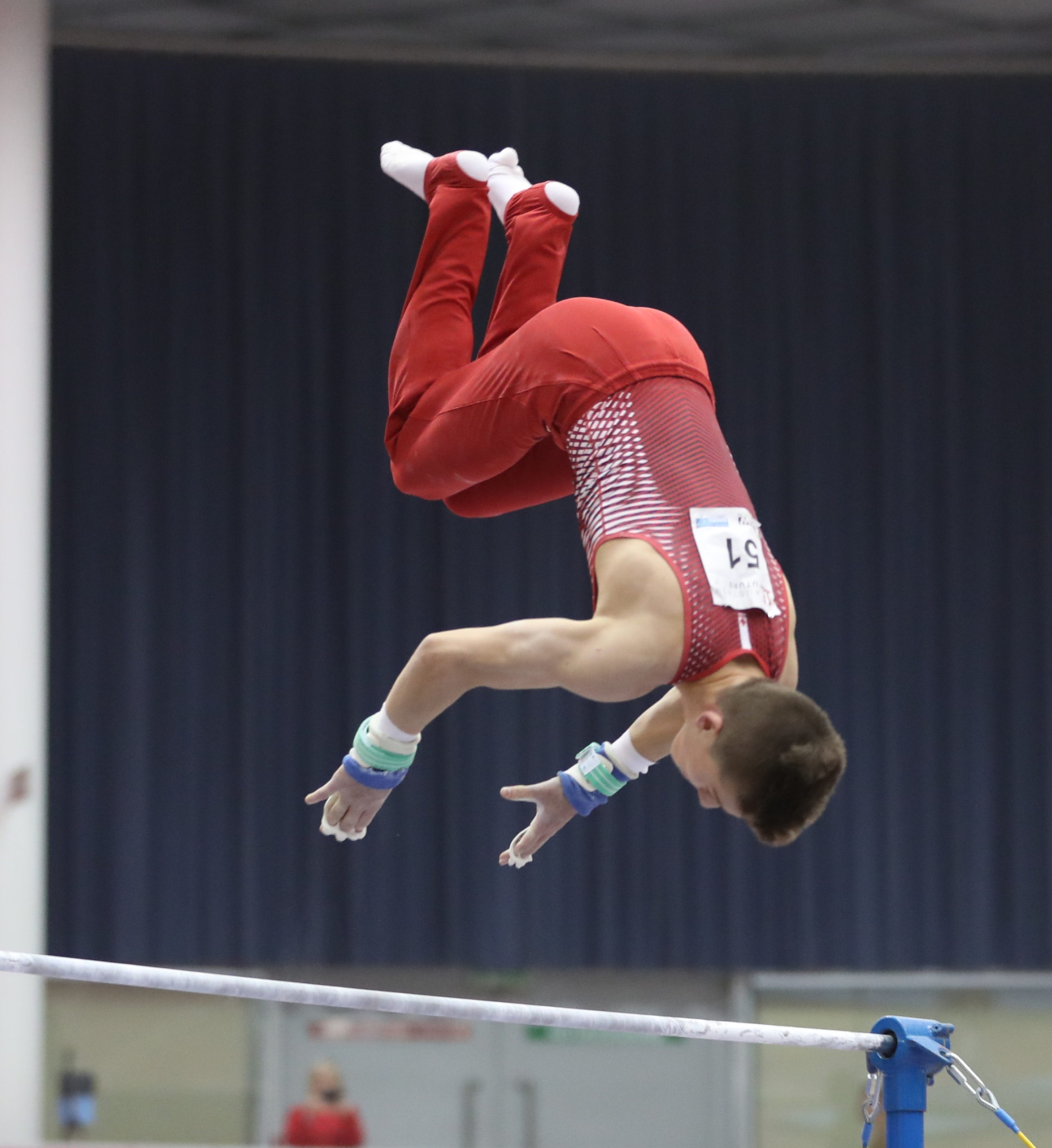
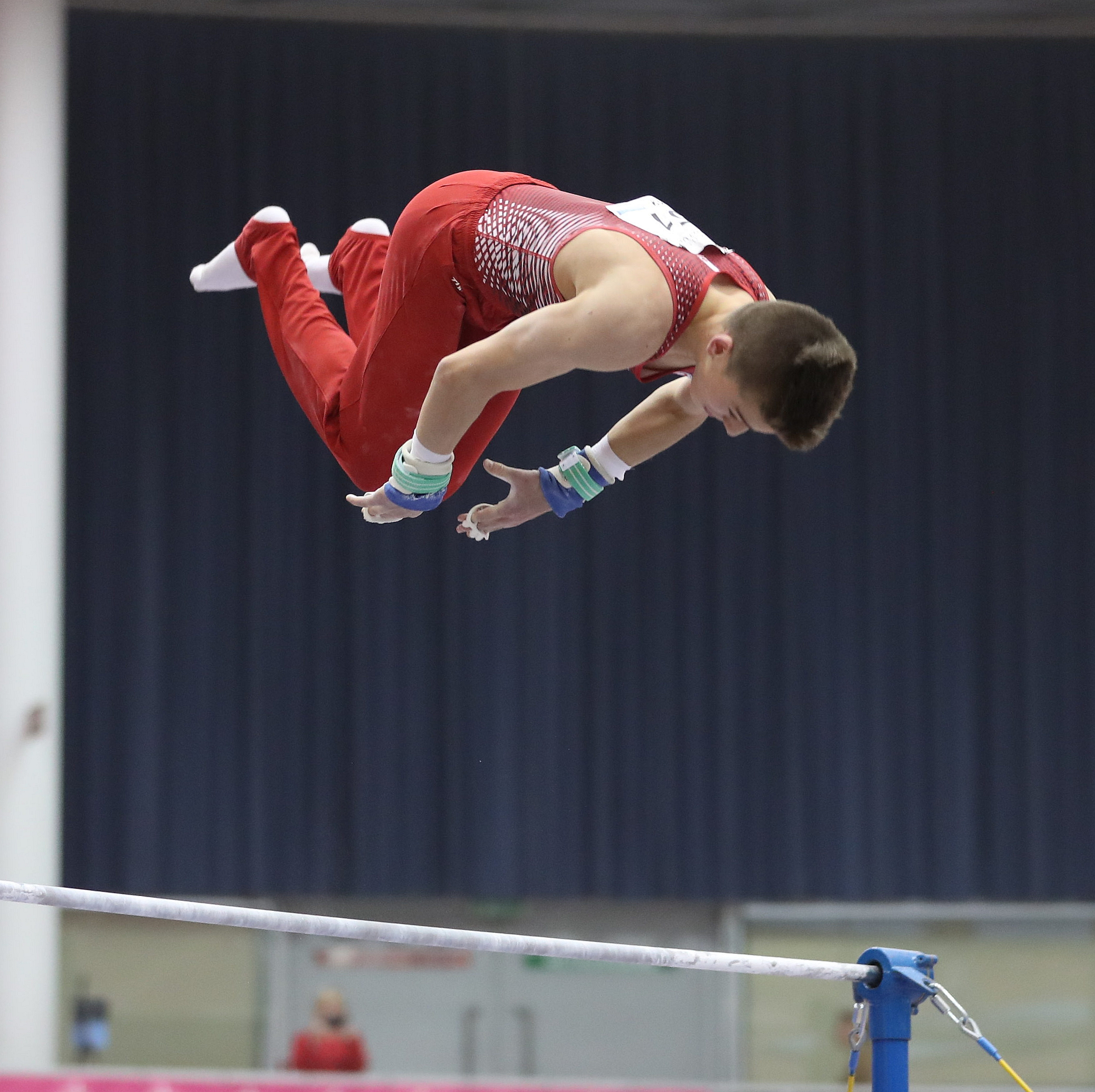
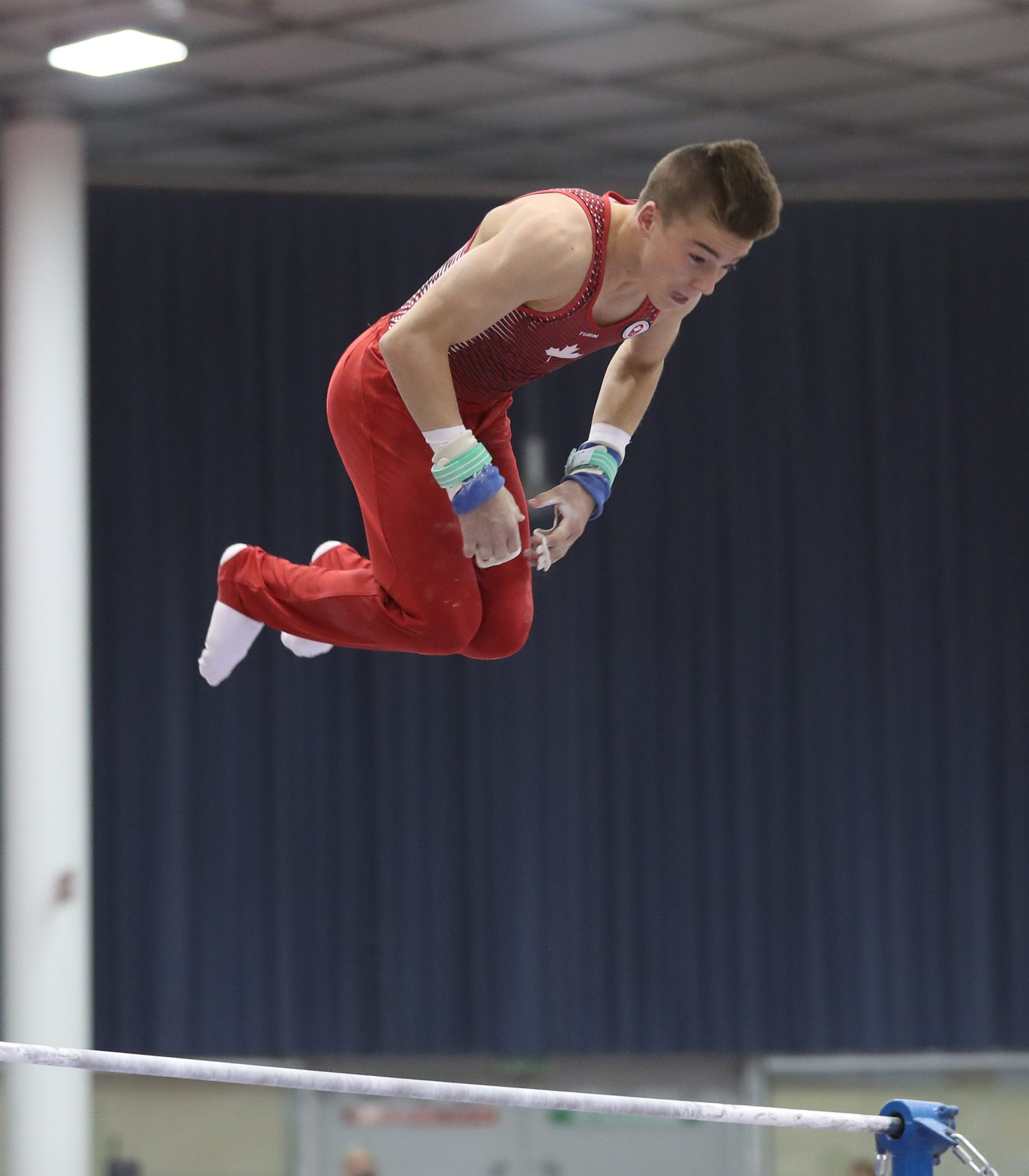
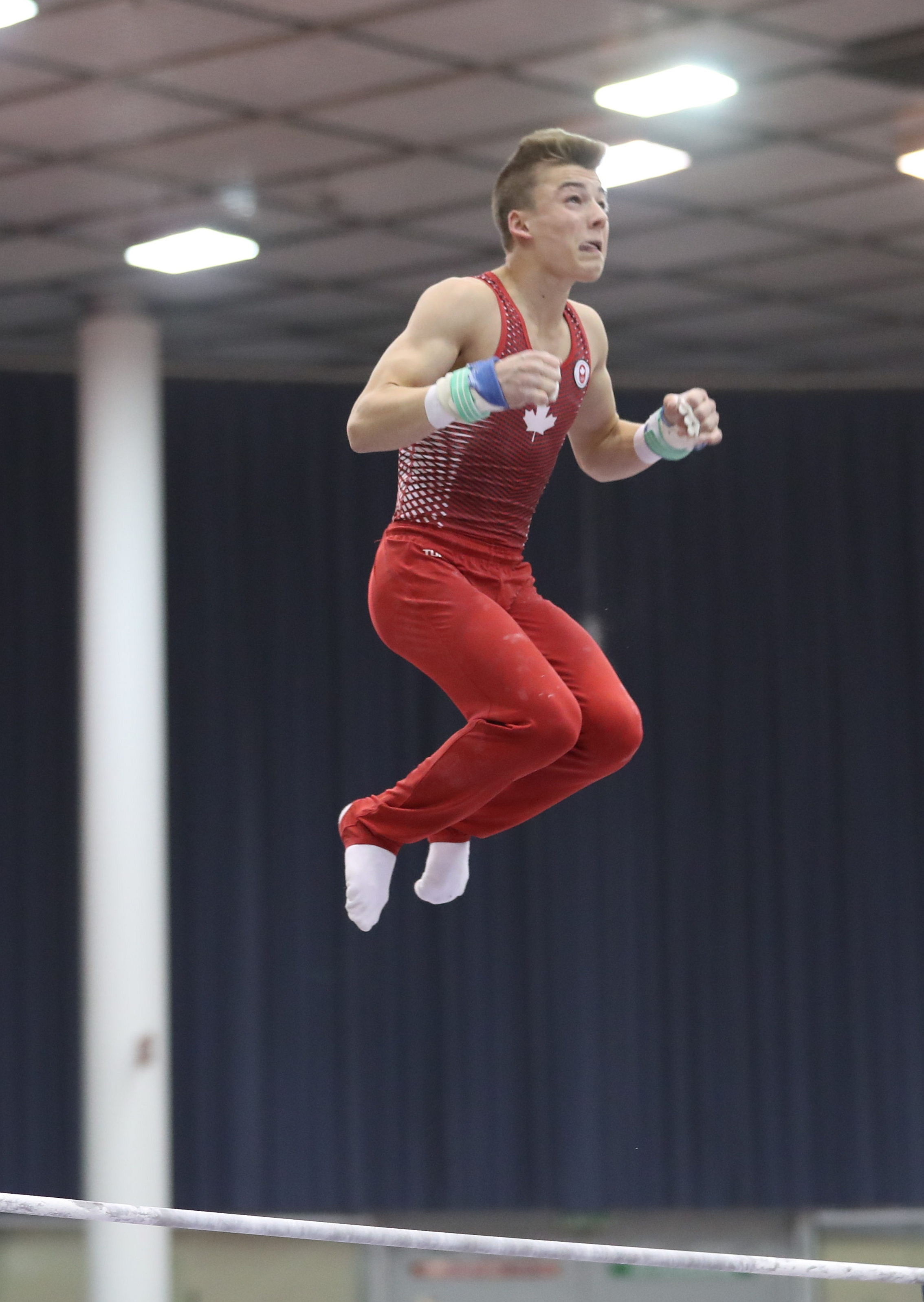
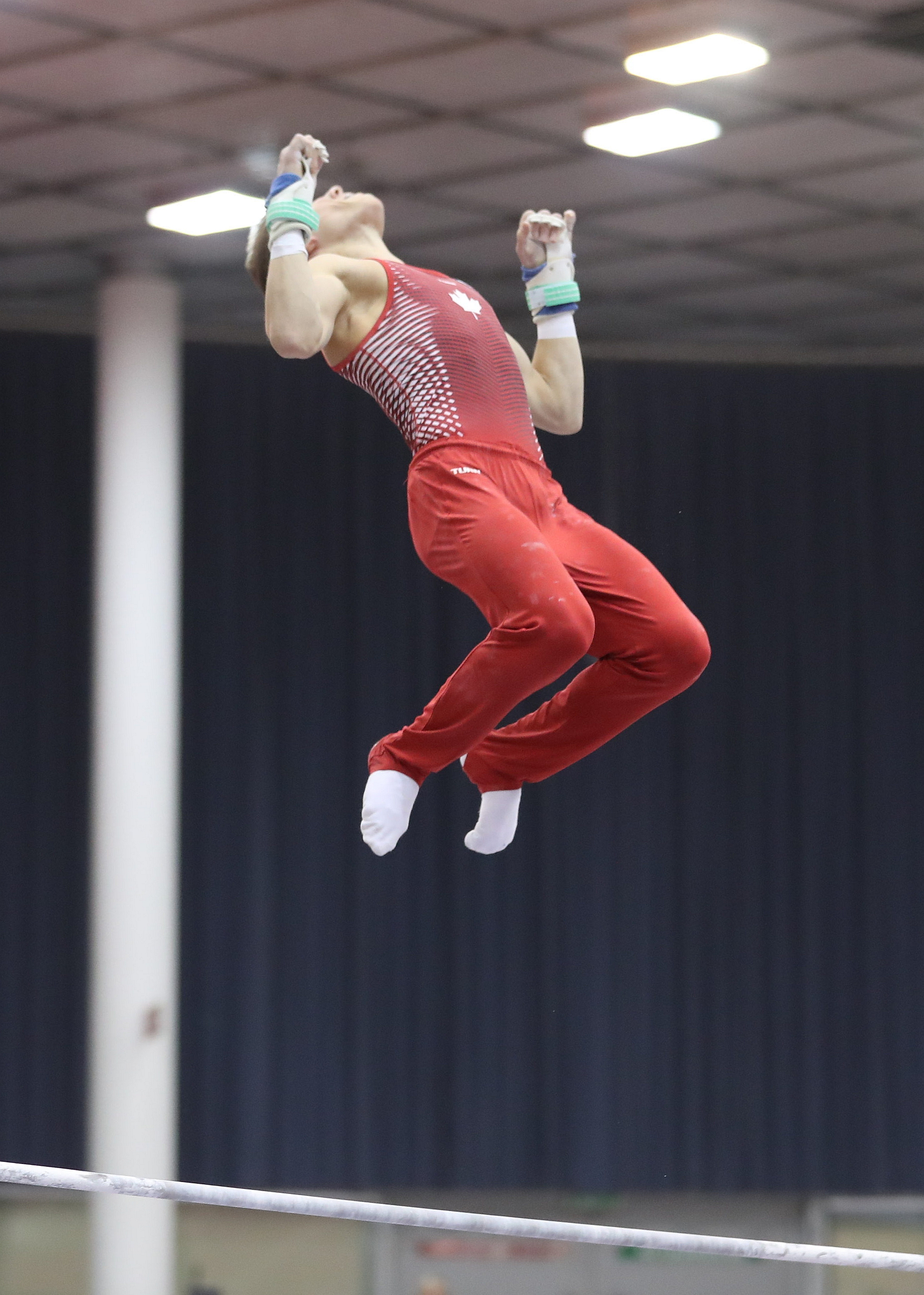
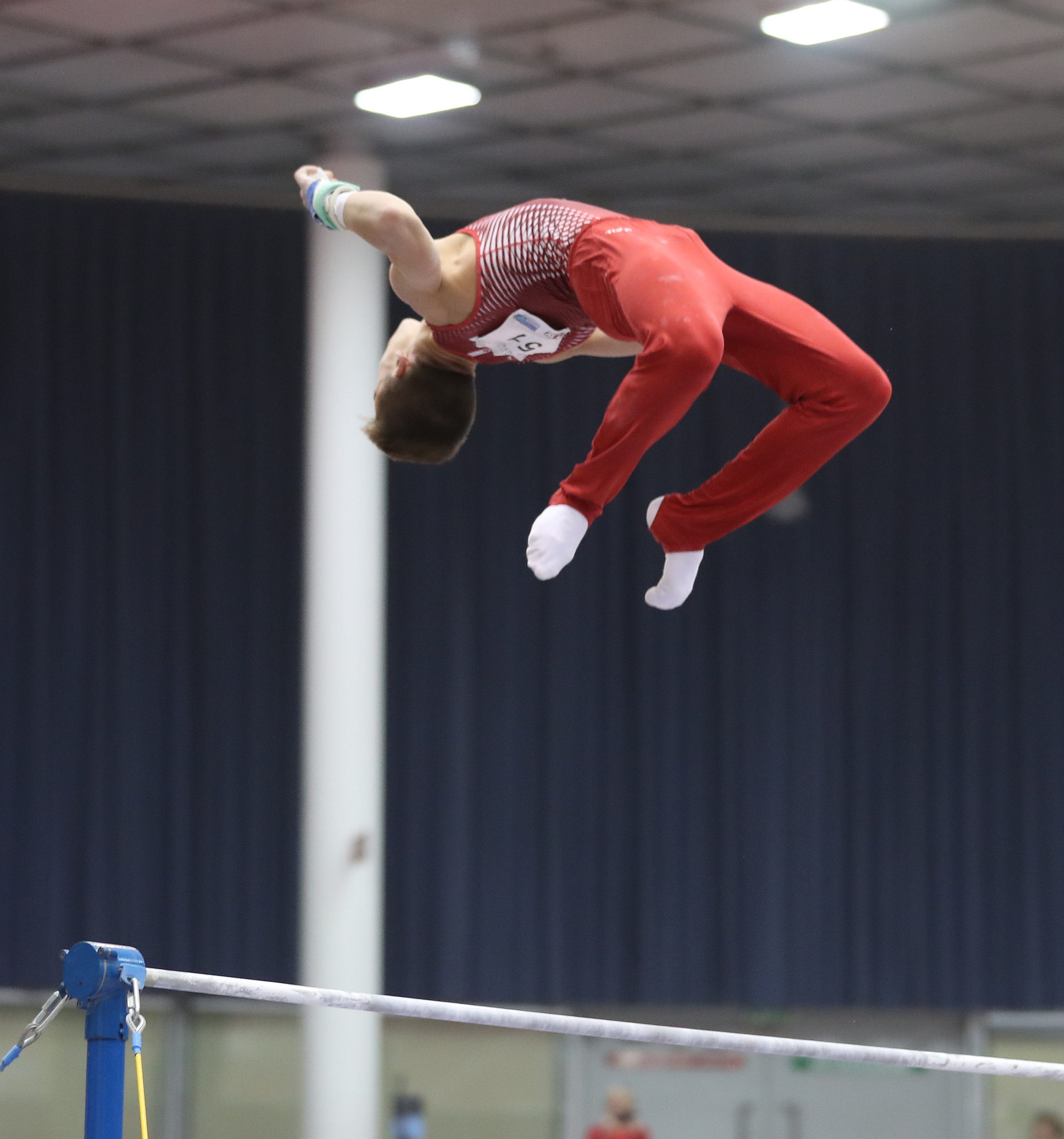
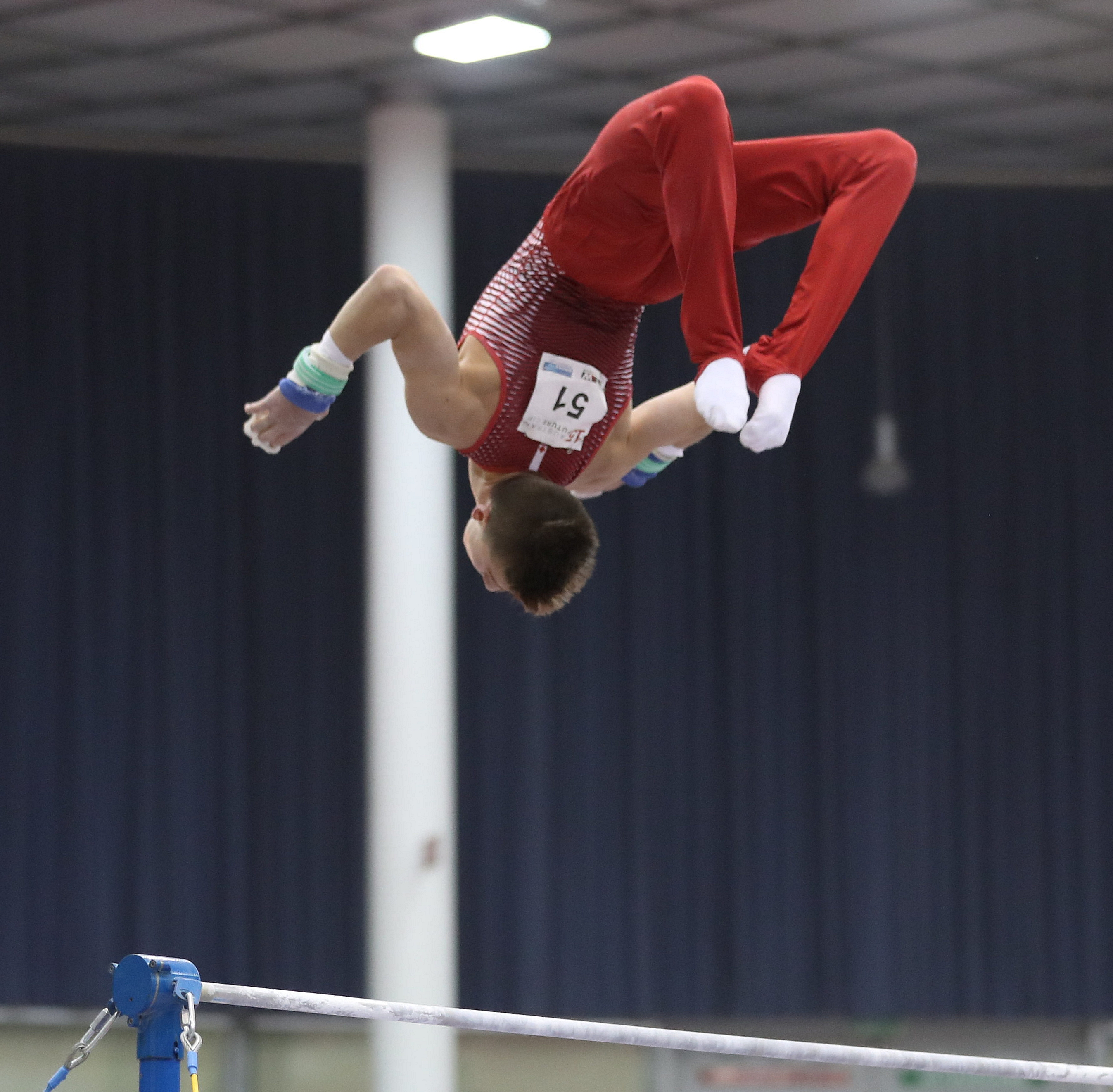
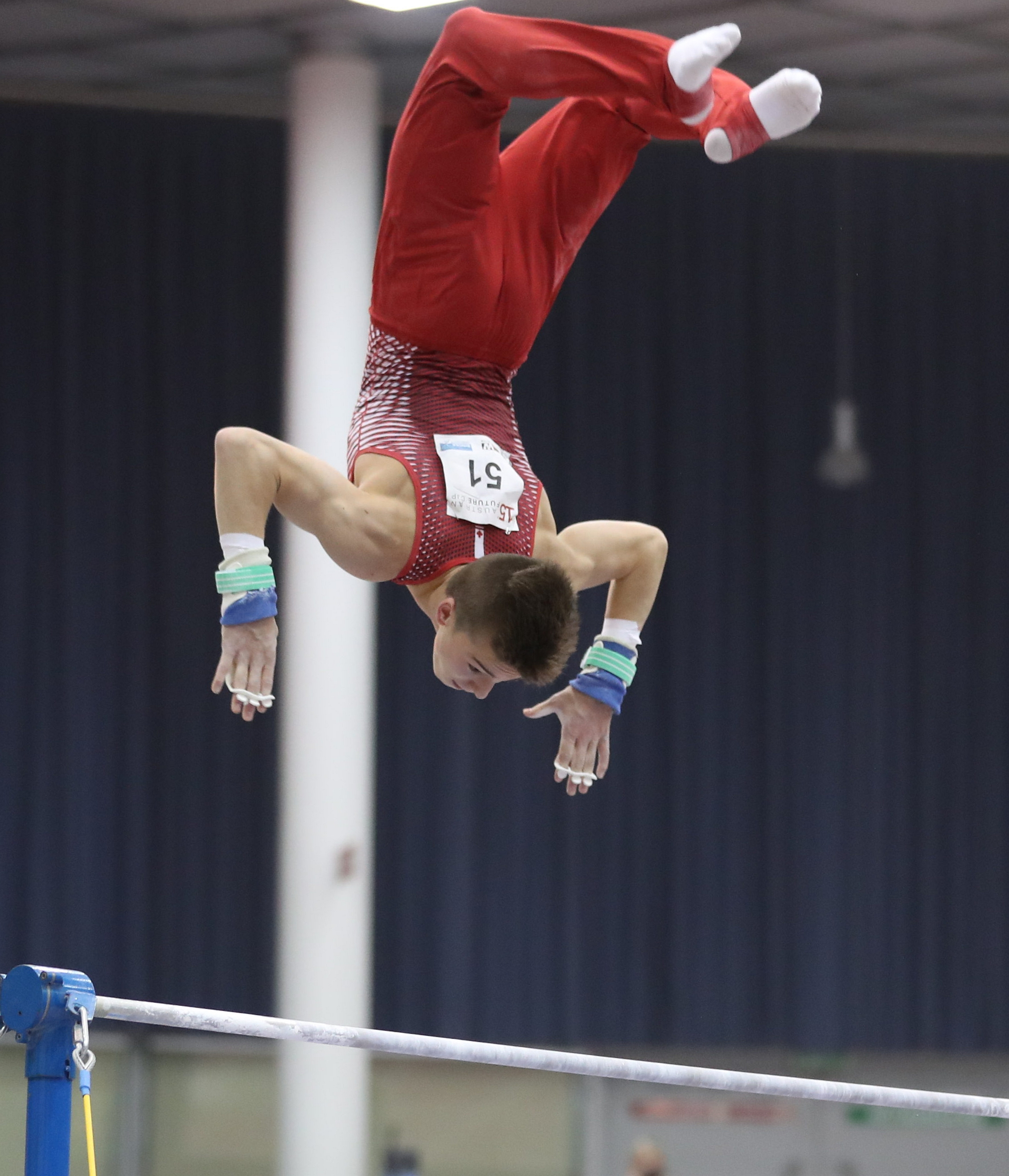